# Deuteraphorura kosarovi
Deuteraphorura kosarovi is een springstaartensoort uit de familie van de Onychiuridae. De wetenschappelijke naam van de soort is voor het eerst geldig gepubliceerd in 1973 door Zonev.